# Susana Alicia Salceda
Susana Alicia Salceda (Tandil, 5 de diciembre de 1946 - La Plata, 20 de septiembre de 2024) fue una antropóloga argentina, especializada en antropología biológica. Fue investigadora principal del Consejo Nacional de Investigaciones Científicas y Técnicas (CONICET), profesora titular en la Facultad de Ciencias Naturales y Museo de la Universidad Nacional de La Plata y antropóloga del Museo de La Plata, donde se desempeñó a su vez como Jefa de la División Antropología entre 2014 y 2022.

## Biografía
Susana Alicia Salceda nació en Tandil (Provincia de Buenos Aires). Hizo la formación inicial en una escuela del barrio de la estación Ferrocarril Sud. Se recibió de maestra en la Escuela Normal “José de San Martín” siendo abanderada de su promoción.[cita requerida]
Salceda se mudó en 1965 a La Plata para empezar sus estudios universitarios en la Facultad de Ciencias Naturales y Museo de la Universidad Nacional de La Plata. 

## Carrera
Salceda obtuvo el título de Licenciada en Antropología en la Facultad de Ciencias Naturales y Museo, Universidad Nacional de La Plata, en el año 1970, con la tesis de grado "Diseños dermatoglíficos digitales en una población supuestamente normal de la ciudad de La  Plata", dirigida por la Doctora Lilia Esther Chaves de Azcona.  En 1971 empezó a dar clases en la Cátedra "Antropología Física" de la misma facultad. En 1979 comenzó sus estudios de doctorado como becaria del CONICET. Obtuvo el Doctorado en Ciencias Naturales en la Facultad de Ciencias Naturales y Museo, Universidad Nacional de La Plata con su tesis "Diagnosis antropológica de los restos óseos humanos aborígenes de Pampa Grande (Guachipas‑Salta) y su integración en el cuadro taxonómico racial de la República Argentina" dirigida por Alberto J. Marcellino, en 1984.Entró al Consejo Nacional de Investigaciones Científicas y Técnicas (CONICET), donde llegó a alcanzar la categoría de Investigador Principal.
Durante la década del ‘80, representó a la Facultad de Ciencias Naturales y Museo como miembro titular en la Asamblea Universitaria y del Consejo Académico con el regreso de la democracia. A finales de la década de los 80, participó también en la gestión de la Universidad del Centro de la Provincia de Buenos Aires.
Lideró numerosos proyectos de investigación, incluyendo la formación de recursos humanos, en las provincias de Catamarca, Chaco, Formosa, Santiago del Estero y Buenos Aires.
Fue profesora titular de la Cátedra Métodos y Técnicas de la Investigación Antropobiológica en la Facultad de Ciencias Naturales y Museo y del posgrado en Antropología Forense del Instituto Universitario de la Policía Federal Argentina. Fue miembro del Comité Académico del Doctorado en Ciencias y de la Maestría en Gestión y Conservación Ambiental de la Facultad de Ciencias Exactas y Naturales de la Universidad Nacional de Catamarca, siendo profesora de la materia de posgrado "Metodología de la Investigación Científica". También se desempeñó como Jefa se la División Antropología del Museo de La Plata entre 2014 y 2022.

## Campañas
Durante su carrera, realizó trabajos de campo en el marco de sus investigaciones en diferentes sitios de Argentina. Entre los años 1995 y 2005 desarrolló estudios en Azampay (Departamento Belén, Provincia de Catamarca). Como resultado de esas investigaciones se publicó el libro Azampay: presente y pasado de un pueblito catamarqueño: antología de estudios antropológicos.
Desde 1997, Salceda se enfocó principalmente en la región chaqueña (provincias de Chaco, Formosa, este salteño y parte de Santiago del Estero). Su trabajo incluyó la participación activa de las comunidades involucradas, tanto criollas como originarias. En 2010, participó como directora del Laboratorio de Antropología Forense del Museo de La Plata junto al Centro de Producción  Audiovisual de la Facultad de Periodismo y Comunicación Social, en el documental de Gustavo Friederichs Volver a la tierra, arqueología pública y Pueblos Originarios. En dicho documental se muestra el trabajo realizado por el laboratorio para atender a una demanda de la comunidad wichi Awfenché (Pajarito), en reclamo de tierras a orillas del Río Bermejo, en Formosa.

## Principales contribuciones
La participación de Salceda en casos forenses desde la década de 1970, le llevó a generar un grupo de investigación que se abocó a validar metodológicamente los rasgos principales del sistema esqueletario que permiten diagnosis más ajustadas.

### Colección osteológica “Prof. Dr. Rómulo Lambre”
En 2002, Susana Salceda, siendo miembro del Laboratorio de Investigaciones en Ciencias Forenses (LICIF) de la Facultad de Ciencias Médicas de la Universidad Nacional de La Plata, comenzó una colección osteológica documentada (u osteoteca), pionera en Argentina, que actualmente guarda cerca de unos 500 esqueletos. Los esqueletos fueron cedidos de restos no reclamados del Cementerio de La Plata y son estudiados por investigadores de CONICET y la Universidad Nacional de La Plata. La Facultad de Ciencias Médicas ha avalado institucionalmente la creación del Laboratorio de Investigaciones en Ciencias Forenses (LICIF)